# 103422 Laurisirén
(103422) Laurisirén, denumire internațională (103422) Laurisiren, este un asteroid din centura principală de asteroizi.

## Descriere
103422 Laurisirén este un asteroid din centura principală de asteroizi. A fost descoperit pe 9 ianuarie 2000 la Nyrola de A. Oksanen și M. Moilanen. Asteroidul prezintă o orbită caracterizată de o semiaxă mare de 2,36 ua, o excentricitate de 0,07 și o înclinație de 7,2° în raport cu ecliptica.